# Крыжовник 'Уральский Розовый'
'Уральский Розовый' — среднепоздний сорт крыжовника универсального назначения. В 2004 году включён в Государственный реестр селекционных достижений по Западно-Сибирскому региону.

## История
Начало культуры крыжовника в России относят к 11 веку. В 19 веке старый отечественный сортимент сменяется западноевропейскими сортами. Наибольшие достижения в селекции крыжовника сделаны в 18-19 веках. В начале 20 века в Россию из Ирландии заносится сферотека, и развитие культуры крыжовника на длительное время приостанавливается. В целях выведения устойчивых к сферотеке сортов, сочетающих устойчивость со слабой шиповатостью побегов, селекционеры прибегли к использованию отдаленной гибридизации — скрещиванию крупноплодных европейских сортов крыжовника с американскими видами.
В 1934—1950 годах на Челябинской плодоовощной селекционной станции им. И. В. Мичурина (Южно-Уральский НИИ плодоовощеводства и картофелеводства)
А. П. Губенко проводил сортоизучение ягодных культур, в том числе и крыжовника. Затем начал селекцию крыжовника, в результате чего вывел 2 сорта, одним из которых является 'Челябинский Зелёный'. С 1971 г. его работу продолжил В. С. Ильин и получил сорта: 'Командор', 'Сенатор', 'Арлекин', 'Консул', 'Уральский Изумруд', 'Фантазия', 'Станичный', 'Нарядный', 'Берилл', 'Уральский Розовый', 'Уральский Бесшипный', 'Юбиляр', 'Уральский Самоцвет', 'Десертный', 'Яркий', 'Кооператор'.

## Биологическое описание
Куст сильнорослый, густой, среднераскидистый. Молодые побеги прямые, средней толщины, кора зелёная, с неярким антоциановым загаром. Шипы длинные, средние по толщине или тонкие, коричневые, одно-, реже двухраздельные, расположены перпендикулярно к побегу, реже — немного вверх. Побег часто в нижней и верхней части без шипов. Шиповатость междоузлий отсутствует.
Листья средних размеров, тёмно-зелёные, блестящие, морщинистые, пятилопастные. Черешок длинный, тонкий, светло-зелёный, слабоопушённый. Почки средних размеров, одиночные, коричневые.
Цветки средних размеров, бледные, одиночные, расположены на тонких, длинных цветоножках, светло-зелёной окраски. Чашелистики светло-зелёные, с розовой окантовкой по краям.
Ягоды средние или крупные (3,7—6,4 г), одномерные, округло-овальные, ярко-розовые, с матовым налетом, количество семян среднее. Чашечка средняя, открытая, плодоножка длинная, зелёная. Вкус сладкий и кисло-сладкий, ягоды универсального назначения. Дегустационная оценка — 5 баллов.

## В культуре
Сорт зимостойкий, высокоурожайный, средняя многолетняя урожайность составляет 18,0 т/га, максимальная — 32,0 т/га (5,4—9,6 кг/куст), самоплодный, слабо поражается мучнистой росой, антракнозом, пилильщиками.